# 羅日夫卡
50°36′11″N 30°45′47″E / 50.60306°N 30.76306°E
羅日夫卡（烏克蘭語：Рожівка）是位於烏克蘭北部的村莊，由基辅州布羅瓦里區的卡利尼夫卡市鎮負責管轄。該村始建於1669年，面積1.09平方公里，海拔高度131米，2001年人口894，人口密度每平方公里453.2人。